# Жанадаур
Жанадау́р (каз. Жаңадәуір) — село у складі Тайиншинського району Північноказахстанської області Казахстану. Входить до складу Амандицького сільського округу.
Населення — 72 особи (2021; 84 у 2009, 241 у 1999, 275 у 1989).
Національний склад станом на 1989 рік:
- казахи — 100 %.